# Polde Leskovar
Polde Leskovar, slovenski inženir strojništva, * 17. september 1926, Spodnje Laže na Štajerskem, † 22. oktober 1987, Ljubljana.
Po osnovni šoli ter mali in veliki gimnaziji se je vpisal na študij strojništva. Študij bi mu skoraj preprečili, slučajnemu poznanstvu pa se je imel zahvaliti, da ga niso ponovno poslali v tujino. Nikoli se ni vpisal v komunistično partijo, zaradi česa je imel precej težav, čeprav se je v času vojne prepričano boril na strani partizanov.
Po uspešnem študiju se je zaposlil kot profesor na ljubljanski Fakulteti za strojništvo, kjer je hitro napredoval po akademski lestvici. Poleg strojništva je bil navdušen nad kajakaštvom; postal je predsednik slovenske, kasneje pa mednarodne kajakaške zveze.
Krajši čas je kot profesor gostoval v Ameriki in Avstraliji. Izvoljen je bil za dekana fakultete, kasneje pa za 35. rektorja Univerze v Ljubljani (za mandat 1987-1989). Na tem mestu je bil le dober mesec, ker je zaradi neustrezne zdravniške oskrbe umrl za posledicami žolčnih kamnov.
Polde Leskovar je bil uspešen profesor in najkrašji čas delujoči rektor ljubljanske univerze.